# Поллог
Полло́г (каз. Поллог) — село у складі Бородуліхинського району Абайської області Казахстану. Входить до складу Жерновського сільського округу.
Населення — 165 осіб (2021; 216 у 2009, 282 у 1999, 317 у 1989).
Національний склад станом на 1989 рік:
- росіяни — 60 %
- німці — 28 %